# A salto de mata; crónica de un fracaso precoz
A salto de mata es una novela autobiográfica del escritor Paul Auster, publicada en 1997 bajo el título original de Hand to mouth. Relata desde la infancia hasta la treintena de vida de este estadounidense con indiscutible vocación literaria.
Escrito todo de una tirada, sin capítulos, contadas las vivencias en primera persona aparecen como formando parte de un paquete, el paquete de su primera etapa, su fracaso precoz.
Despunta en algunos párrafos su particular escritura mezcla de realidad y sueño. La traducción es correcta.

## Argumento
Biografía de los años más duros de un Paul Auster que entre trabajos varios, viajes, mudanzas, y estudios universitarios va asomando su vocación de escritor. A salto de mata constituye una crónica de la realidad de quién quiere verse libre de las ataduras laborales del humilde mortal y se aventura al inseguro mundo freelance. Modo de vida que no es solo una elección caprichosa, sino que constituye toda una forma de ser.
Paul Auster demuestra ya esa actitud de ir por libre desde su niñez, en la que se siente mediador entre dos campos de batalla, sus padres, dos personalidades bien distintas que acabaron rompiendo su unión por causa del dinero, uno de los temas esenciales de esta corta pero amena biografía, porque como afirma él, el dinero, por supuesto, nunca es solo dinero. Siempre es otra cosa, siempre es algo más, y siempre tiene la última palabra.
Especialmente llamativa esta novela, no solo por su autor, cuya narrativa, en ocasiones laberíntica, subyuga, sino por la confesión que Paul Auster hace a través de ella, y es esa maldita y extraña relación que siempre ha mantenido con el dinero. 
“Creía en mis capacidades, y sin embargo no tenía confianza en mi mismo. Era atrevido y tímido, ágil y torpe, resuelto e impulsivo: un monumento viviente al espíritu de la contradicción. Mi vida acababa de empezar y ya me movía en dos direcciones a la vez”, confiesa el autor algo que se le reveló ya de muy joven, junto a su atracción hacia la vieja Europa, donde dirige sus pasos como precoz viajero. Primero Dublín, luego París e Italia.
También se puede observar que es un hombre solitario y tranquilo desde siempre, aunque no ha evitado vivir experiencias sorprendentes y conocer gente muy curiosa y hasta peligrosa en algunos casos. Doc fue todo un personaje de su época universitaria, alias del legendario y olvidado novelista H.L.Humes que por una serie de reveses y desgracias se había convertido en un vagabundo un tanto chiflado que propinaba grandes maratones verbales a sus oyentes. O su paso por el viejo petrolero Esso Florence donde pasó unos meses de trabajo duro, turnando la limpieza y la cocina, y donde el ambiente de racismo que se respiraba le mantenía en un mutismo relativo, que como confiesa: "como judío neoyorquino provisto de un título universitario, en aquel barco yo era un bicho raro, un marciano". Después de su trabajo en el petrolero y ante su oposición a la guerra de Vietnam, decide volver a Europa e instalarse en Francia con la idea de ponerse por fin a escribir y comenzar una vida dedicada a las letras, idea regada con la dureza que supone sobrevivir en un país extranjero. Y va sobreviviendo entre trabajos de traducción, pequeñas colaboraciones en revistas, o el encargo de escribir la sinopsis de un guion cinematográfico, que le supuso algún que otro inconveniente. Diez años de duras y maduras en los que la escasez de dinero era lo más habitual y cuyos quebraderos de cabeza acabaron con su matrimonio, que intentó salvar convirtiéndose en un empresario y tratar de vender una idea-invento que tuvo de pequeño (un juego de cartas llamado Béisbol en acción). Pero le quedó muy claro que conciliar las necesidades físicas y espirituales le iba a costar aún unos años más.
Acaba el libro con el comienzo de la década de los ochenta, donde el escritor rehace su vida y nos cuenta el proceso por el que pasó al escribir la primera novela por dinero.
Por dinero, sería el leitmotiv de esta biografía, donde habría que definir exactamente qué es el fracaso y qué el éxito.
- Datos: Q18416050